# Farkas Mihály (gépészmérnök)
Farkas Mihály (Magyaróvár, 1919 – ?, 1996. november) magyar gépészmérnök, vállalatvezető, kohó- és gépipari miniszterhelyettes.

## Élete
Magyaróváron született 1919-ben, alkalmazotti családban. Középiskolai tanulmányai után a budapesti Műegyetemen tanult tovább, ahol gépészmérnök végzettséget szerzett.
Diplomázása után, 1942-ben az egyetemen kapott tanársegédi állást, majd a Magyar Siemens Műveknél helyezkedett el, tervezőmérnöki beosztásban. 1945 után főmérnöki, illetve főosztályvezetői kinevezést kapott, majd egy ideig a gyár, illetve utódvállalatai műszaki igazgatója is volt. Közben, 1946-ban belépett a Magyarországi Szociáldemokrata Pártba (MSZDP), miután pedig az 1948-ban egyesült a Magyar Kommunista Párttal (MKP), az így létrejött Magyar Dolgozók Pártja (MDP) tagja lett.
1955 májusában a Kohó- és Gépipari Minisztériumban az Erősáramú Berendezések Igazgatósága vezetője lett, a következő év januárjában pedig a kohó- és gépipari miniszter helyettesévé nevezték ki. E megbízatása alól 1957. májusában mentették fel, ugyanabban az évben a Tungsram kormánybiztosa lett. 1961 és '68, valamint 1972 és 1981 között a Transelektro külkereskedelmi vállalatot irányította vezérigazgatóként, a kettő között pedig (1968–1972) a párizsi külkereskedelmi tanácsos is volt.